# Память шахтёрам Кузбасса
Память шахтёрам Кузбасса — монумент в городе Кемерово, Российская Федерация, посвящённый погибшим шахтёрам. Скульптура Эрнста Неизвестного открыта в 2003 году на территории музея-заповедника «Красная Горка» на вершине холма, возвышающегося над городом и рекой Томь. Администрация Кемеровской области придала памятнику статус архитектурно-исторического символа региона.
Замысел о воплощении в камне величия и героизма труда горняков родился на Кузбассе ещё в середине XX века. В 1969 году Совет министров РСФСР принял решение о создании в Кемерове памятника «Шахтёрская слава», однако в годы социализма оно оставалось на бумаге. Эрнст Неизвестный взялся за реализацию идеи памятника погибшим шахтёрам по просьбе Амана Тулеева, многолетнего руководителя региона. Как говорил сам скульптор, художественная идея монумента возникла у него мгновенно, после слов губернатора о том, что «в каждой горящей лампочке находится капля крови шахтёра».
Эрнст Неизвестный предложил выбрать для памятника возвышенное место вдалеке от центра города, чтобы людям к нему надо было ехать целенаправленно, а не просто проходить мимо. Оно было определено со смыслом: именно на Красной Горке в 1721 году был разведан первый каменный уголь, давший начало Кузбассу и городу Кемерово. Бронзовое изваяние шахтёра отлили в Соединённых штатах Америки и доставили в Россию морем. Открытие памятника 28 марта 2003 года с участием его автора приурочили к профессиональному празднику — Дню шахтёра.
Бронзовая скульптура высотой 7 метров и массой 5 тонн установлена на постаменте из чёрного гранита. Фигура шахтёра с усталым лицом символически встаёт из угольной глыбы, правой рукой опёршись на отбойный молоток, а левую с куском каменного угля поднеся к груди. Пылающее сердце его — это одновременно топка, где ночью зажигается красное пламя, которое символизирует кровь, пролитую за «чёрное золото».
Монумент традиционен для эстетики Эрнста Неизвестного — крупномасштабный, экспрессивный и глубоко символичный, он вызывает трепет и будит мысль. Памятник воспринимается продолжением и развитием целого ряда героических образов скульптора — Мёртвого солдата, Прометея. Маски у основания фигуры перекликаются с Масками Скорби в Магадане и Екатеринбурге, создавая (вместе с несостоявшимся монументом в Воркуте) символический «крест скорби».

«Этот монумент не жертвам. Самоотверженный, жертвенный труд? Да. Но главный пафос здесь — сопротивление. Героика тяжелейшего и опаснейшего труда, который не зря приравнивают к ратному».— Эрнст Неизвестный